# ماهوت (پارچه)

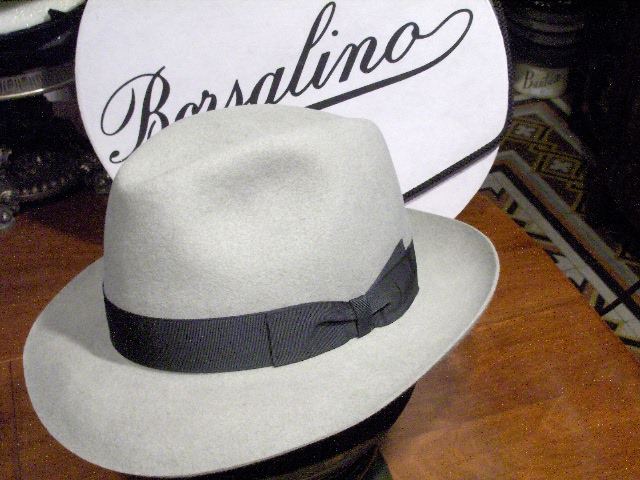
یک کلاه شاپو (فدورا) ساخته شده از ماهوت

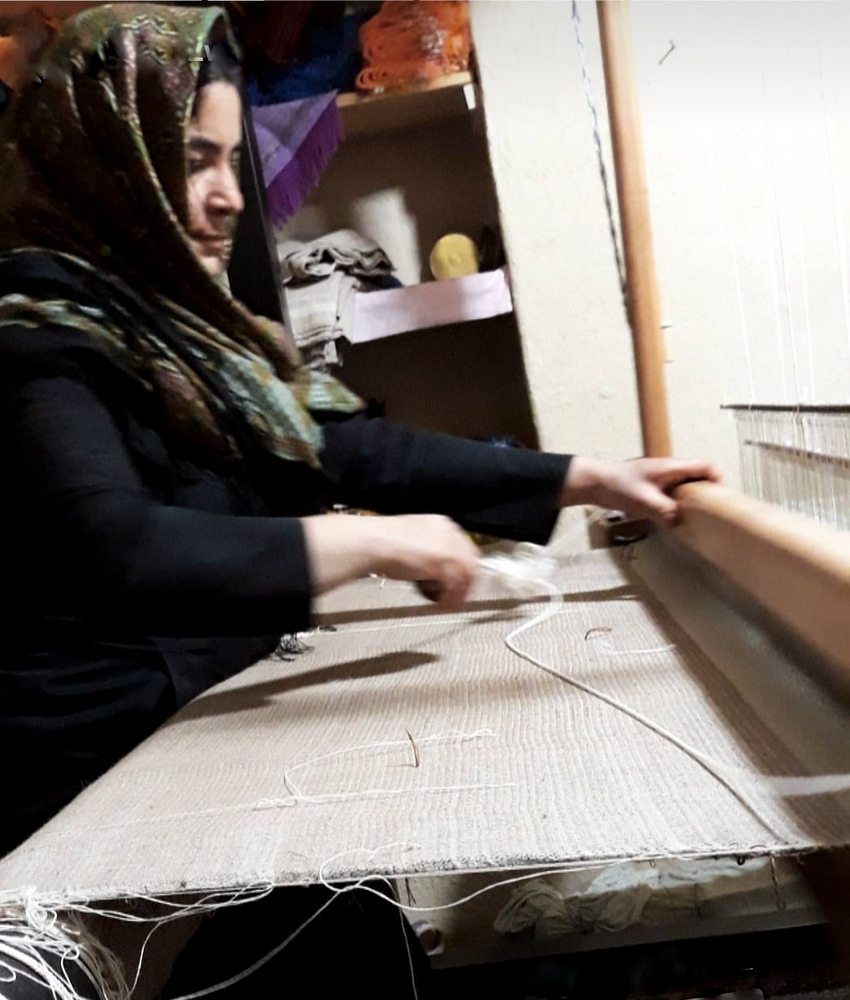
یک زن در روستای کلاته خیج، در حال بافتن ماهوت

ماهوت یک نوع پارچه پشمینهٔ کلفت پرزدار نفیس است که از آن لباس و پرده و غیره می‌دوزند.
ماهوت نوعی پارچه تمام‌پشم با تار فاستونی کرک‌دار است که بافت آن بسته و ظریف و صاف و نرم وسطح آن مثل مخمل و کمی براق است و پشت آن سرژه است و مورد استعمال آن برای لباس‌های زنانه و مردانه و کت می‌باشد. این پارچه با دستگاه بافندگی چهاروردی بافته می‌شود.
واژه ماهوت در اصل هندی است.
در قدیم نوعی کلاه که رویهٔ آن از ماهوت بود دوخته می‌شد و به نام کلاه ماهوتی معروف بود. نوعی از برس را در قدیم ماهوت‌پاک‌کن می‌گفتند. ماهوت‌پاک‌کن آلتی است مرکب از دستهٔ چوبین که به یک سو یا دو سوی آن موی دم اسب و غیره متصل کرده‌اند و به وسیلهٔ آن لباس و کلاه را پاک کنند.
به نوعی از پارچه ماهوت سبزرنگ که میز بیلیارد و غیره را با آن می‌پوشانند ماهوت سبز گفته می‌شود.
در اروپا شهر لیدن هلند از مراکز اصلی تولید ماهوت بود. در ایران، این پارچه در شهر کلاته خیج از توابع استان سمنان تولید می‌شود.